# Bernhard Neumann (Landrat)
Bernhard Neumann (* 8. Juli 1818 in Arolsen; † 15. Juli 1898 in Nieder-Wildungen) war ein deutscher Jurist und Landrat. 

## Leben
Bernhard Neumann wurde als Sohn des Politikers Theodor Neumann (1783–1867) und dessen Ehefrau Maria Elisabeth Tassius (1798–1862) geboren. 
Nach dem Abitur am Gymnasium Korbach absolvierte er ein Studium der Rechts- und Kameralwissenschaften an den Universitäten in Göttingen, Heidelberg und Marburg, legte 1841 die juristische Vorprüfung ab und wurde Akzessist beim Oberjustiz- und Oberamt in Twiste. Sein juristisches Staatsexamen machte er am 22. April 1843 und wurde als Rechtsanwalt verpflichtet. Bevor er am 13. Juni 1849 Gerichtsassessor beim Obergericht Korbach  wurde, war er Geheimer Kabinettssekretät in Arolsen. 1853 wurde er Direktor des Kreisgericht Wildungen.
Am 1. September 1860 wurde er Landrat im Kreis der Eder. Dieses Amt hatte er bis Februar 1873 inne, als er Erster Hilfsarbeiter in der Landesdirektion Waldeck wurde. Nach dreimonatiger Tätigkeit stieg er aus dem Staatsdienst aus und wurde Kammerrat in der Waldeckischen Domanialverwaltung.
Der Politiker Hermann Neumann (1820–1906) war sein Bruder.